# 順天級砲艦
| 順天級砲艦 | 順天級砲艦 |
| ---------- | --- |
| 順天級砲艦 | |
| 艦級概観   | |
| 艦種       | 砲艦（河用砲艦） |
| 艦名       | 善政に関する二字熟語 |
| 前級       | 大同級砲艇 |
| 次級       | 定辺級砲艦 |
| 性能諸元   | |
| 排水量     | 270t |
| 全長       | 52.6m |
| 全幅       | 8.8m |
| 吃水       | 2.4m |
| 機関       | 形式不明ディーゼルエンジン2基2軸推進 |
| 最大 出力  | 500hp |
| 最大 速力  | 12.5ノット |
| 兵装       | 十年式十二糎双聯高角砲×1基 （後に七糎平射砲 ×1基） 十五糎曲射砲×1基 （後に安式八糎四〇口径迫撃砲 ×1基） ホ式十三粍高射機関砲 ×3基（のちに2基） |

順天級砲艦（じゅんてんきゅうほうかん、中国語: 順天級炮艦）は、満洲国軍江防艦隊が保有した砲艦の艦級。他の砲艇と共に、日本で設計された。

## 建造
1932年（昭和7年、大同元年）に建国された満洲国は、中華民国やソビエト連邦（ソ連）と接する北満三江（松花江、黒竜江、烏蘇里江）の警備のために河用砲艦が求められていた。だが、満洲国軍に創設されたばかりの江防艦隊が有するのは、中華民国国軍東北艦隊東北江防艦隊から帰順した砲艦5隻のみで、しかも4隻は商船を改造しただけの仮装砲艦だったため、新たな艦艇の配備が要求された。そこで建国と同時に、川崎造船所に恩民級砲艇を、三菱重工業神戸造船所に大同級砲艇が発注されたが、康徳元年予算でこれらの小型艇の旗艦となる250t砲艦2隻が播磨造船所（現・IHI）に発注された。
1番艦「順天」は、1934年（昭和9年、大同3年）2月20日に播磨造船所相生工場で起工。その後、仮組み立て完了の状態で分解して満洲国に鉄路輸送し、6月1日に松花江岸のハルピン近郊で再起工。8月1日に進水し、10月1日に竣工した。

## 設計
本級をはじめ、満洲国軍の新造艦艇は大日本帝国海軍の艦政本部が設計した。そのため艤装は日本海軍の艦艇に類似していたが、兵装は陸海軍両方のものが混在していた。
河用砲艦のため、艦体は平甲板で喫水も浅い。幅を狭く取ったため、主砲のブルワークは張り出しており、艦橋左右の通路も舷外に張り出していた。艦橋と煙突は艦隊中央部に配置され、艦橋上のラティスマスト頂部には銃座が設けられた。
中国大陸における河用砲艦が、専ら砲艦外交や権益保護のために上構を大きくとり、兵装は少なかったのに対し、本級はソ連のアムール小艦隊に対抗できるように、より実戦的な設計と強力な兵装を有した。艦橋前部の主砲は、帝国海軍の四五口径十年式十二糎高角砲を連装・艦載化した十年式十二糎双聯高角砲で、高射砲としての運用よりも、特減装薬による陸上部隊の支援射撃を考慮して採用された。艦橋後部にも、地上支援用の十五糎曲射砲が1門搭載されていたが、1938年（昭和13年、康徳5年）2月の改装で十五糎曲射砲を安式八糎四〇口径迫撃砲に換装したほか、高角砲射撃用の測距儀を追加装備した。マスト頂部の機関銃座にはホ式十三粍高射機関砲が3基設置され、対空射撃に加えて高台から陸上の敵部隊を掃射できるようになっていた。このほか、乗組員が陸戦隊として行動するために、十一年式軽機関銃 5丁、三八式歩兵銃 20丁、十四年式拳銃 15丁も搭載されていた。
寒冷地ということもあり、艦内にはストーブが用意されていた。もっとも、北満三江は冬季には凍結して船舶の航行が一切不可能になるため、順天級を含む全ての艦艇は、武装を撤去した上で松花江岸の哈爾濱造船繋船池に係留されていた。

## 運用
本級が竣工した翌年の1935年（昭和10年、康徳2年）2月には、本級を拡大した定辺級砲艦 2隻が起工された。同年10月に竣工した定辺級と本級4隻は、満洲国軍が「軍艦」に分類した数少ない主力艦として、松花江・黒竜江の警備や沿岸部での匪賊討伐に活躍した。1944年（昭和19年、康徳11年）以降、アメリカ軍による満洲国領内への空襲が始まると、昭和製鋼所鞍山製鋼所の防空のために高角砲を陸揚げし、七糎平射砲に換装したほか、機関砲の内1基を撤去した。だが、1945年（昭和20年、康徳12年）8月のソ連対日参戦に伴う満洲国崩壊と共に、江防隊の艦艇も壊滅的打撃を受けた。その後、江防隊の残存艦艇と共にソ連に接収されたといわれている。

## 同型艦
- 順天（Jun Ten/Shun Tien、艦番号206）
  - 1934年（昭和9年、大同3年）2月20日 - 播磨造船所相生造船所にて起工。
  - 同年6月1日 - 松花江岸のハルピン近郊で再起工。
  - 同年8月1日 - 進水。
  - 同年10月1日 - 竣工。
  - 1935年（昭和10年、康徳2年）10月10日 - 大典観艦式に参加。
  - 1937年（昭和12年、康徳4年）10月19日午前4時20分 - 航行中に艀に衝突し小破。
  - 1938年（昭和13年、康徳5年）2月 - 十五糎曲射砲を安式八糎四〇口径迫撃砲に換装。
  - 1944年（昭和19年、康徳11年） - 十二糎双聯高射砲を七糎平射砲に換装。機関砲を1基撤去。
  - 1945年（昭和20年、康徳12年）8月20日 - ソ連軍により接収。
- 養民（Yo Min/Yang Min、艦番号207）
  - 1934年（昭和9年、大同3年）2月20日 - 播磨造船所相生造船所にて起工。
  - 同年6月1日 - 松花江岸のハルピン近郊で再起工。
  - 同年8月1日 - 進水。
  - 同年10月1日 - 竣工。
  - 1935年（昭和10年、康徳2年）10月10日 - 大典観艦式に参加。
  - 1938年（昭和13年、康徳5年）2月 - 十五糎曲射砲を安式八糎四〇口径迫撃砲に換装。
  - 1944年（昭和19年、康徳11年） - 十二糎双聯高射砲を七糎平射砲に換装。機関砲を1基撤去。
  - 1945年（昭和20年、康徳12年）8月20日 - ソ連軍により接収。